# Норт-Веллі-Стрім (Нью-Йорк)
Норт-Веллі-Стрім (англ. North Valley Stream) — переписна місцевість (CDP) в США, в окрузі Нассау штату Нью-Йорк. Населення — 18 197 осіб (2020).

## Географія
Норт-Веллі-Стрім розташований за координатами 40°41′4″ пн. ш. 73°42′29″ зх. д. / 40.68444° пн. ш. 73.70806° зх. д. (40.684307, -73.708033).  За даними Бюро перепису населення США в 2010 році переписна місцевість мала площу 4,91 км², з яких 4,83 км² — суходіл та 0,08 км² — водойми.

## Демографія
Згідно з переписом 2010 року, у переписній місцевості мешкало 16 628 осіб у 5113 домогосподарствах у складі 4010 родин. Густота населення становила 3384 особи/км².  Було 5548 помешкань (1129/км²).
Расовий склад населення:
| - 48,1 % — чорних або афроамериканців - 28,8 % — білих - 12,9 % — азіатів - 0,5 % — корінних американців - 6,4 % — осіб інших рас |

До двох чи більше рас належало 3,3 %. Частка іспаномовних становила 14,5 % від усіх жителів.
За віковим діапазоном населення розподілялося таким чином: 23,3 % — особи молодші 18 років, 63,6 % — особи у віці 18—64 років, 13,1 % — особи у віці 65 років та старші. Медіана віку мешканця становила 39,9 року. На 100 осіб жіночої статі у переписній місцевості припадало 87,6 чоловіків;  на 100 жінок у віці від 18 років та старших — 82,9 чоловіків також старших 18 років.
Середній дохід на одне домашнє господарство  становив 109 738 доларів США (медіана — 97 868), а середній дохід на одну сім'ю — 123 235 доларів (медіана — 109 041). Медіана доходів становила 57 212 долари для чоловіків та 54 762 долари для жінок. За межею бідності перебувало 4,4 % осіб, у тому числі 6,3 % дітей у віці до 18 років та 6,7 % осіб у віці 65 років та старших.
Цивільне працевлаштоване населення становило 9049 осіб. Основні галузі зайнятості: освіта, охорона здоров'я та соціальна допомога — 36,1 %, фінанси, страхування та нерухомість — 10,7 %, роздрібна торгівля — 10,2 %.